# Der Heiratsschwindler und seine Frau
Der Heiratsschwindler und seine Frau ist eine deutsche Fernseh-Komödie aus dem Jahr 2012. 

## Handlung
Ohne seine geliebte Frau Marta wäre der Heiratsschwindler Herbert Krugschenk nur halb so gut. Sie unterstützt ihn tatkräftig bei seinen Gaunereien. Allerdings lief sein Geschäft früher schon mal besser. Der Singlemarkt ist überschwemmt mit kontaktfreudigen Menschen. Seine Ausgaben bei der Akquise neuer Damen kann er kaum noch decken. Er steht kurz vor der Pleite. Glücklicherweise wurde gerade sein Sohn Sigi, ein Meisterdieb, aus dem Gefängnis entlassen und kann nun etwas zur Haushaltskasse beisteuern. Herberts Frau Marta wünscht sich schon lange, dass die kaputte Waschmaschine endlich repariert wird. Allerdings darf sie nichts von der Herkunft des Geldes erfahren, denn für sie ist ihr Sohn Sigi immer noch der größte Stolz ihres Lebens. Schließlich glaubt sie, dass er sein Geld ehrlich auf einer Ölbohrinsel verdient.
Doch Herbert nimmt sich das Geld, das für die Reparatur der Waschmaschine vorgesehen war, und kauft einen teuren Ring, mit dem er eines seiner weiblichen Opfer ködern will. Damit riskiert er, dass der Haussegen schief hängt, denn Marta sieht nicht ein, dass sie sich zu Hause abquält, während er mit wohlhabenden Frauen Champagner schlürft. Also zieht sie kurzerhand und wutentbrannt aus. Herbert sucht sofort nach ihr und hegt den Verdacht, dass sie sich bei seinem Kollegen Kai von Schaurot befindet, der schon lange ein Auge auf Marta geworfen hat. Auch Kai ist ein Heiratsschwindler. Marta jedoch hat sich bei ihrer Tochter Cornelia einquartiert. Sigi versucht nun die Mutter im Haushalt zu ersetzen so gut es eben geht. 
Martas Abwesenheit führt dazu, dass Herbert nicht nur seinen Antrieb, sondern auch seinen Charme verliert. Schließlich war sie für alle Details zuständig. Aber statt seine Sturheit zu überwinden und sie zu bitten, zu ihm zurückzukehren, erschöpft sich seine Energie darin, auf den arroganten Schaurot eifersüchtig zu sein. Er redet sich ein, dass dessen Erfolg nur darin liegen kann, dass es möglich ist mit noch mehr Geld noch reichere Frauen bezirzen zu können. Also leiht sich Herbert von Sigi zuvor gestohlenes Geld und mietet sich in ein Schweizer Grandhotel ein, wo es von alleinstehenden reichen Damen nur so wimmelt. Mit Sigi als Chauffeur geht er nun auf Beutefang. Aber er scheitert immer und immer wieder. Letztendlich muss er erkennen, dass er ohne seine geliebte Marta nur noch ein halb so guter Heiratsschwindler ist.

## Hintergrund
Der Film wurde vom 14. April bis 17. Mai 2011 in Berlin und St. Moritz gedreht. Am 7. Mai 2012 wurde er im ZDF zum ersten Mal ausgestrahlt. Dabei wurde er von 4,60 Mio. Zuschauern gesehen, was einem Marktanteil von etwa 14,8 Prozent entspricht.

## Kritiken
„Temporeiche (Fernseh-)Gaunerkomödie mit gut aufgelegten Darstellern.“

„Neben den pointierten Dialogen würzen hochkarätige Darsteller die zugegeben etwas abstruse und wenig alltägliche Handlung. Die komische Verzweiflung, die Inbrunst, mit der sie um ein bisschen Lebensglück ringen, unterhalten aufs Beste.“

„Manfred Stelzer [...] verknüpft die Idee des Frauen-ausnehmenden Gigolos mit der des liebenden, treusorgenden Ehemannes in einer (fast) normalen Familie mit (fast) normalen Problemen. Und gerade dies verleiht den gut aufspielenden Darstellern einen gewissen Charme: Herbert alias Armin Rohde ist in der Rolle des hilflosen Gatten derart überzeugend, dass man fast schon Mitleid mit ihm haben möchte – trotz seines betrügerischen Berufes. Und Kleingauner Sigi alias Detlev Buck stolpert von einem Malheur ins nächste und meint es doch eigentlich nur gut. Stelzer inszenierte eine Komödie, die durchaus mit dem ein oder anderen Gag zum amüsierten Schmunzeln verleitet. Auch wenn man weiß, dass man eigentlich nur bedingt mit den kleinkriminellen Figuren sympathieren sollte – man kommt nicht drum herum …“

## Interviews
- Jens Szameit: Mit Besessenheit und Charme Armin Rohde spielt in „Der Heiratsschwindler und seine Frau“, Weser-Kurier, 27. April 2012
- Daniel Funke: Armin Rohde: „Männer sind simpel gestrickt!“, Bunte, 7. Mai 2012